# Регинболд
Регинболд (на немски: Reginbold; † сл. 963) е виконт в Майфелдгау и прародител на графския род фон Изенбург във Вестервалд.

## Произход
Фамилията му живее в имението Ромерсдорф, близо до Хаймбах-Вайс, днес част от Нойвид. Около 1100 г. внуците му Герлах II и Ремболд (или Рейнболд) построяват на река Сайн- и Изербах замъка Изенбург във Вестервалд и започват да се наричат господари на Изенбург.

## Фамилия
Регинболд има един син:
- Герлах I фон Ромерсдорф († сл. 1052), граф на Ромерсдорф, баща на:
  - Герлах II фон Ромерсдорф († сл. 1110), граф на Ромерсдорф, граф в Нидерлангау, баща на:
    - Герлах II фон Изенбург († 1070), граф на Изенбург
    - Ремболд I фон Изенбург († сл. 1121), граф на Изенбург, женен за дъщеря на граф Лудвиг I фон Арнщайн-Айнрихгау († 1084) и Гуда фон Цутфен, основател на графския род фон Изенбург във Вестервалд